# Karlovo
Karlovo (bulharsky Карлово) je město ve středním Bulharsku, v Karlovské kotlině, jedné ze Zabalkánských kotlin. Žije tu přibližně 21 tisíc obyvatel.
Jedná se o správní středisko stejnojmenné obštiny v Plovdivské oblasti.

## Historie
Město vzniklo ze vsi Sušica, kterou sultán Bajezid II. okolo roku 1485 daroval bejovi Karlı Alimu. Ali bej v roce 1496 převedl správu vsi na vakf. Během 16. století se dědina rozrostla v město a to se na jeho konci již nazývalo Karlızâde. V období komunistické nadvlády se nakrátko (1953 – 1962) jmenovalo Levskigrad (Левскиград).

## Obyvatelstvo
K 15. září 2024 ve městě žilo 21 321 obyvatel a bylo zde trvale hlášeno 24 647 obyvatel. Podle sčítání 1. února 2011 bylo národnostní složení následující:
- Bulhaři: 19 213 (89.4 %)
- Romové: 1 394 (6.5 %)
- Turci: 600 (2.8 %)
- ostatní[p 2]: 292 (1.4 %)